# Малая Индоманка
Малая Индоманка — небольшая река в Вытегорском районе Вологодской области России. Протекает по территории Окштамского участкового лесничества в Кемском сельском поселении.
Берёт начало из болота западнее административной границы Вологодской и Архангельской областей, впадает в реку Индоманка (Большая Индоманка) в полутора километрах к юго-востоку от озера Толенское, принадлежит бассейну Волги. Устье находится в 95 км от устья реки Индоманка по левому берегу. Длина реки — 18 км. Крупнейший приток — Глухарь.